# 許惠一
許惠一（？—？），號瑤房，浙江杭州府錢塘縣民籍，順天府東安縣人，明朝政治人物。許應元孫。

## 生平
萬曆三十七年（1609年）己酉科浙江鄉試第七十二名舉人，四十四年（1616年）丙辰科進士。通政司觀政，授松江府青浦縣知縣，天啓七年降湖廣按察司检校，崇祯二年升任黃州府推官，三年因事入京提问。

## 家族
曾祖許龜年，贈工部员外郎。祖父許應元，嘉靖壬辰進士，廣西右布政使。父許夢暘。